# 彈性單一主機操作
彈性單一主機操作（Flexible single master operation 或 Flexible single master operation，簡寫均為FSMO），或只是單一主機操作或主機操作，是微軟的活動目錄（AD）的一個功能。截至2005年，FSMO這個詞已經過時，並為主機操作所取代。
FSMO是域控制器(DC)的專門工作，當標準數據傳輸及更新方法不敷應用時就會啟動。正常來說，活動目錄依靠目錄內的同輩域控制器各自保有一整套整個域的活動目錄數據庫，並透過多重主機複製方法達成。所有不適用於多重主機複製的工作，並只能在單一主機數據庫才可以運行的工作，均屬於彈性單一主機操作。

## 外部連結
- http://www.itnewsgroups.net/group/microsoft.public.windows.server.general/topic32810.aspx%5B%5D
- http://forums.techarena.in/active-directory/1032022.htm （页面存档备份，存于）
- Microsoft Support: Using Ntdsutil.exe to transfer or seize FSMO roles to a domain controller （页面存档备份，存于）